# Mihrab

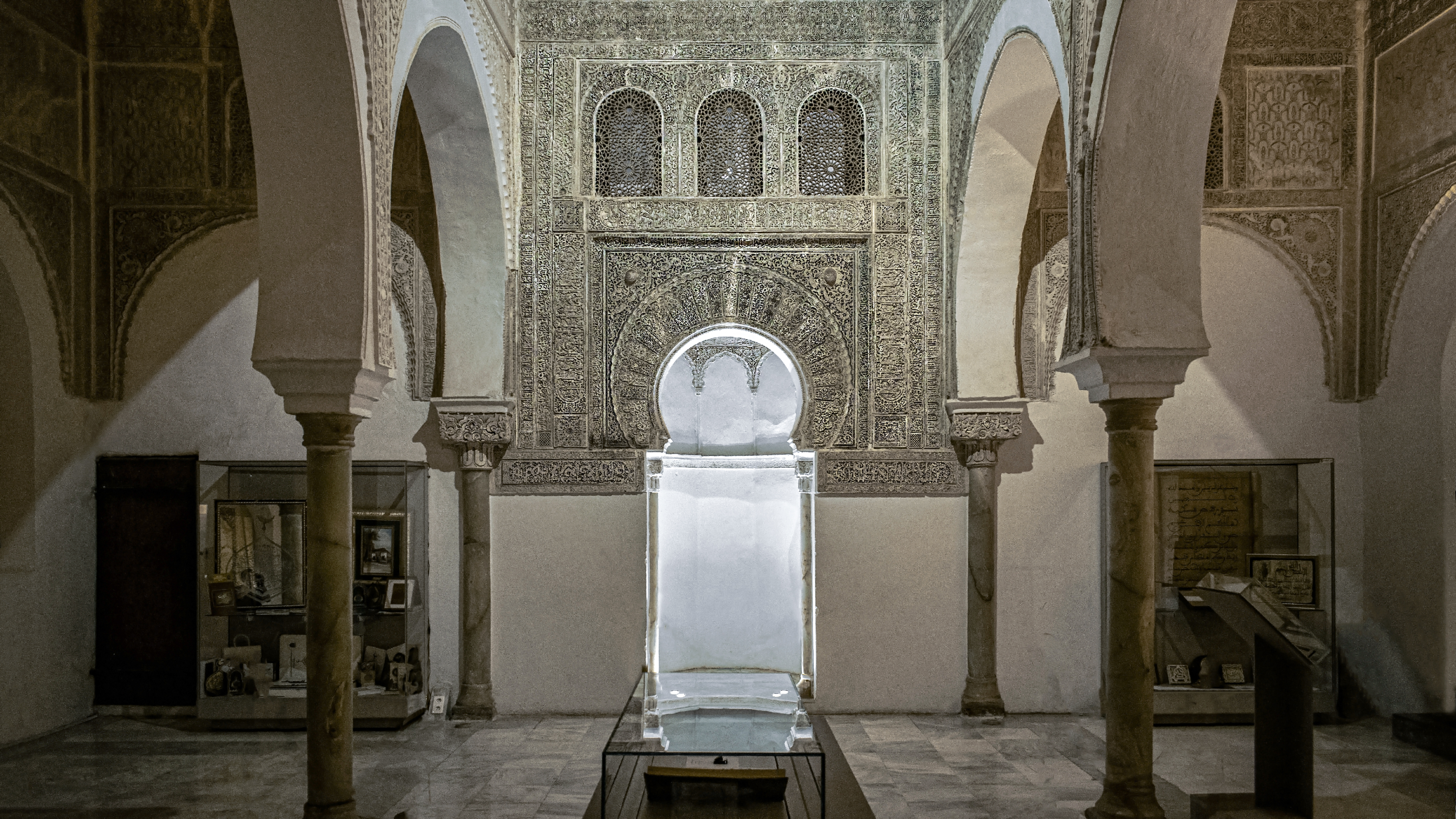
Le mihrab de la mosquée Sidi Belahcen, à Tlemcen, en Algérie.

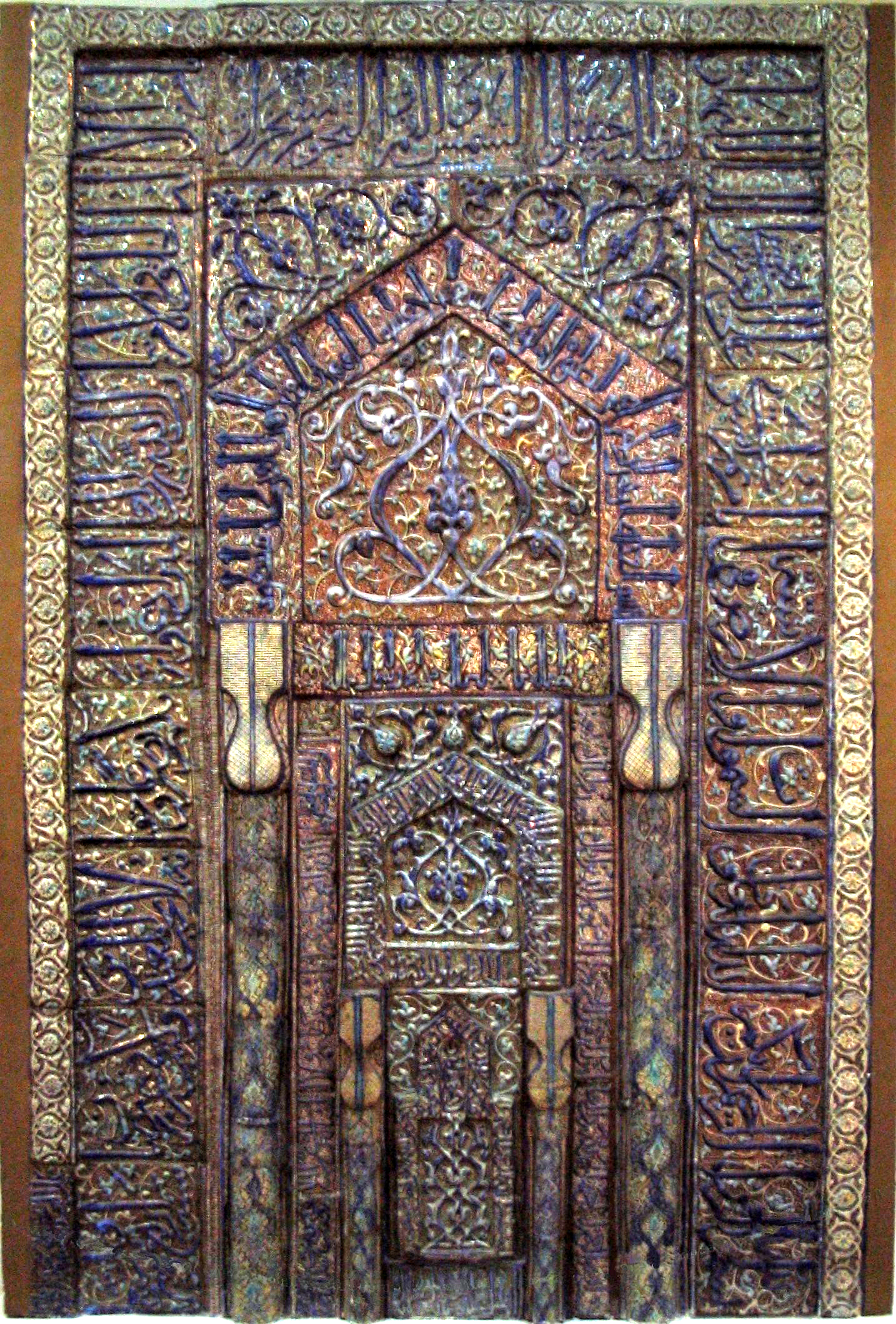
Mihrab surnommé Porte du paradis, provenant du mausolée de Ali ibn Jafar à Qom. Conservé au Musée national d'Iran

Un mihrab (en arabe : مِحْراب [miḥrāb], sanctuaire) est une niche architecturale pratiquée dans le mur d'une mosquée pour indiquer la qibla, c'est-à-dire la direction de la kaaba à La Mecque vers où se tournent les musulmans pendant la prière. Il est souvent au milieu du mur de la qibla, et décoré avec deux colonnes et une arcature. Le caractère sacré du mihrab en fait la partie la plus décorée de la mosquée. Les motifs sont en général épigraphiques, géométriques et végétaux. On ne trouve pas de représentation figurative.

## Histoire
Le mihrab n'a jamais été préconisé par Mahomet. En effet, cette innovation date de la fin du premier siècle de l'Hégire. 
Le premier mihrab concave aurait été inséré dans la mosquée du Prophète à Médine lors des restaurations effectuées par le calife omeyyades al-Walid Ier en 706. 
En effet, les premiers mihrabs ressemblent plus à des panneaux plats rappelant des pierres tombales qu’à des niches en retrait. Cette forme s’expliquerait par le fait que le prophète ait été enterré dans une pièce située à côté du mur de la qibla. Sa tombe se trouvait donc dans le mihrab. C’est pourquoi les premières formes de mihrab s’apparentent à des pierres tombales. Certains écrits de Ibn Rusta et Ibn Battuta semblent confirmer cette hypothèse. 
Le mihrab est vu par les historiens de l'art comme l'héritier direct, mais en réduction, de l'exèdre des salles d'audience des basiliques romaines. L'ordonnance basilicale avait en effet été adoptée pour l'architecture des mosquées en Syrie à l'époque omayyade, le plan primitif de la maison du Prophète à Médine (avec cour et salle de prière couverte) étant toutefois respecté. 
Cependant, les théologiens de l'islam ont été unanimes à juger le mihrab comme une bonne innovation religieuse.
Certaines sources voient dans le mihrab un ajout architectural, permettant l'amplification de la voix de l'imam, qui lui permet d'être entendu par les fidèles qui prient derrière lui.
En plus des différentes fonctions citées ci-dessus, les premiers mihrabs pouvaient également avoir une fonction cérémonielle ou rituelle associée à des symboles de la royauté.

## Mihrab de la grande mosquée de Kairouan
Un des plus remarquables mihrabs de l'art arabo-musulman est celui qui se trouve dans la grande mosquée de Kairouan en Tunisie ; c'est également l'un des anciens mihrabs les mieux conservés du monde islamique. Sa précieuse décoration, datant du IXe siècle, se distingue par :
- des plaques en marbre blanc finement sculpté et ajouré couvrant le fond de la niche ;
- une demi-coupole en bois peint ornée d'enroulements de rinceaux dorés coiffant la niche ;
- un ensemble de carreaux de faïence à reflets métalliques (milieu du IXe siècle) encadrant la partie supérieure du mihrab.

Le mihrab de la grande mosquée de Kairouan, avec ses ornements en marbre et en céramique à reflets métalliques, est considéré comme l'un des chefs-d'œuvre de l'art musulman du IXe siècle.

## Mihrab de la Mosquée de Cordoue
Ce mihrab, tout aussi impressionnant que celui de la Grande Mosquée de Cordoue, est marqué par une légende concernant son orientation. Le mihrab serait tourné vers Damas et non vers la ville de naissance du prophète. Bien plus qu’un simple renfoncement dans le mur de la qibla, ce mihrab est une véritable petite pièce de 3,5 mètres de superficie, recouverte d’une voûte en forme de coquille et décorée de magnifiques mosaïques à fond d’or sur son arc outrepassé.
L’ensemble visible aujourd’hui date du Xe siècle et remplace un précédent mihrab, plus modeste. Les fines colonnes d’onyx jaspé actuelles proviennent de cette ancienne construction. 